# Джулфалакян Арсен Левонович
Арсен Джулфалакян  (вірм. Արսեն Ջուլֆալակյան, 8 травня 1987) — вірменський борець, чемпіон світу, олімпійський медаліст. Визнаний найкращим спорсменом Вірменії 2012 року. Тренується під керівництвом свого батька Левона Джуфалакяна — чемпіона Європи і світу, чемпіона літніх Олімпійських ігор 1988 року.

## Спортивні результати на міжнародних змаганнях

### Виступи на Олімпіадах
| Змагання                    | Збірна   | Вагова категорія                 | Місце  |
| --------------------------- | -------- | -------------------------------- | ------ |
| Літні Олімпійські ігри 2008 | Вірменія | греко-римська боротьба, до 74 кг | 10     |
| Літні Олімпійські ігри 2012 | Вірменія | греко-римська боротьба, до 74 кг | Срібло |
| Літні Олімпійські ігри 2016 | Вірменія | греко-римська боротьба, до 75 кг | 13     |

### Виступи на Чемпіонатах світу
| Змагання                        | Збірна   | Вагова категорія                 | Місце  |
| ------------------------------- | -------- | -------------------------------- | ------ |
| Чемпіонат світу з боротьби 2007 | Вірменія | греко-римська боротьба, до 74 кг | 21     |
| Чемпіонат світу з боротьби 2009 | Вірменія | греко-римська боротьба, до 74 кг | 15     |
| Чемпіонат світу з боротьби 2010 | Вірменія | греко-римська боротьба, до 74 кг | Срібло |
| Чемпіонат світу з боротьби 2011 | Вірменія | греко-римська боротьба, до 74 кг | Бронза |
| Чемпіонат світу з боротьби 2013 | Вірменія | греко-римська боротьба, до 74 кг | Бронза |
| Чемпіонат світу з боротьби 2014 | Вірменія | греко-римська боротьба, до 75 кг | Золото |
| Чемпіонат світу з боротьби 2015 | Вірменія | греко-римська боротьба, до 75 кг | 9      |

### Виступи на Чемпіонатах Європи
| Змагання                         | Збірна   | Вагова категорія                 | Місце  |
| -------------------------------- | -------- | -------------------------------- | ------ |
| Чемпіонат Європи з боротьби 2007 | Вірменія | греко-римська боротьба, до 74 кг | 5      |
| Чемпіонат Європи з боротьби 2009 | Вірменія | греко-римська боротьба, до 74 кг | Золото |
| Чемпіонат Європи з боротьби 2011 | Вірменія | греко-римська боротьба, до 74 кг | 5      |
| Чемпіонат Європи з боротьби 2012 | Вірменія | греко-римська боротьба, до 74 кг | Бронза |
| Чемпіонат Європи з боротьби 2014 | Вірменія | греко-римська боротьба, до 75 кг | Срібло |
| Чемпіонат Європи з боротьби 2019 | Вірменія | греко-римська боротьба, до 77 кг | Бронза |

### Виступи на Кубках світу
| Змагання                    | Збірна   | Вагова категорія                 | Місце  |
| --------------------------- | -------- | -------------------------------- | ------ |
| Кубок світу з боротьби 2009 | Вірменія | греко-римська боротьба, до 74 кг | Бронза |
| Кубок світу з боротьби 2010 | Вірменія | греко-римська боротьба, до 74 кг | Золото |

### Виступи на інших змаганнях
| Змагання                                                         | Збірна   | Вагова категорія                 | Місце  |
| ---------------------------------------------------------------- | -------- | -------------------------------- | ------ |
| Олімпійський кваліфікаційний турнір з боротьби 2008 (Роме-Остія) | Вірменія | греко-римська боротьба, до 74 кг | 14     |
| Олімпійський кваліфікаційний турнір з боротьби 2008 (Новий Сад)  | Вірменія | греко-римська боротьба, до 74 кг | Бронза |
| Гран-прі Словенії з боротьби 2011                                | Вірменія | греко-римська боротьба, до 74 кг | Бронза |
| Гран-прі Іспанії з боротьби 2011                                 | Вірменія | греко-римська боротьба, до 74 кг | 8      |
| Trophee Milone 2012                                              | Вірменія | греко-римська боротьба, до 74 кг | Бронза |
| Trophee Milone 2013                                              | Вірменія | греко-римська боротьба, до 74 кг | Золото |
| Літня Універсіада 2013                                           | Вірменія | греко-римська боротьба, до 74 кг | Бронза |
| Турнір Дана Колова — Николи Петрова 2014                         | Вірменія | греко-римська боротьба, до 75 кг | Золото |
| Trophee Milone 2014                                              | Вірменія | греко-римська боротьба, до 75 кг | Золото |
| Гран-прі Німеччини з боротьби 2014                               | Вірменія | греко-римська боротьба, до 75 кг | Золото |
| Турнір Дана Колова — Николи Петрова 2015                         | Вірменія | греко-римська боротьба, до 75 кг | Золото |
| Гран-прі Іспанії з боротьби 2015                                 | Вірменія | греко-римська боротьба, до 75 кг | Срібло |
| Турнір Вехбі Емре і Гаміта Каплана 2016                          | Вірменія | греко-римська боротьба, до 75 кг | Золото |
| Олімпійський кваліфікаційний турнір з боротьби 2016 (Улан-Батор) | Вірменія | греко-римська боротьба, до 75 кг | Бронза |
| Trophee Milone 2016                                              | Вірменія | греко-римська боротьба, до 80 кг | Золото |
| Клубний чемпіонат світу з боротьби 2016                          | Вірменія | команда                          | Бронза |
| Меморіал Кристьяна Палусалу 2017                                 | Вірменія | греко-римська боротьба, до 75 кг | Золото |
| Меморіал Болата Турлиханова 2017                                 | Вірменія | греко-римська боротьба, до 75 кг | Бронза |
| Київський Міжнародний турнір з боротьби 2018                     | Вірменія | греко-римська боротьба, до 77 кг | 8      |
| Турнір Г. Картозія і В. Балавадзе 2018                           | Вірменія | греко-римська боротьба, до 77 кг | 8      |
| Кубок Владислава Пітласинські 2018                               | Вірменія | греко-римська боротьба, до 77 кг | Срібло |
| Henri Deglane Challenge 2019                                     | Вірменія | греко-римська боротьба, до 77 кг | Золото |
| Кубок Алроси 2019                                                | Вірменія | Multiple Style Event, до Team кг | Срібло |
| Кубок Алроси 2019                                                | Вірменія | Multiple Style Event, до G77 кг  | Срібло |
| Тор Мастерс 2020                                                 | Вірменія | греко-римська боротьба, до 77 кг | Золото |

### Виступи на змаганнях молодших вікових груп
| Змагання                                       | Збірна   | Вагова категорія                 | Місце  |
| ---------------------------------------------- | -------- | -------------------------------- | ------ |
| Чемпіонат Європи з боротьби серед кадетів 2002 | Вірменія | греко-римська боротьба, до 69 кг | 6      |
| Чемпіонат Європи з боротьби серед кадетів 2003 | Вірменія | греко-римська боротьба, до 69 кг | Золото |
| Чемпіонат Європи з боротьби серед кадетів 2004 | Вірменія | греко-римська боротьба, до 69 кг | Золото |
| Чемпіонат Європи з боротьби серед юніорів 2005 | Вірменія | греко-римська боротьба, до 74 кг | Срібло |
| Чемпіонат Європи з боротьби серед юніорів 2006 | Вірменія | греко-римська боротьба, до 74 кг | Бронза |
| Чемпіонат світу з боротьби серед юніорів 2006  | Вірменія | греко-римська боротьба, до 74 кг | 27     |
| Чемпіонат світу з боротьби серед юніорів 2007  | Вірменія | греко-римська боротьба, до 74 кг | Золото |